# Allée couverte des Cartesières

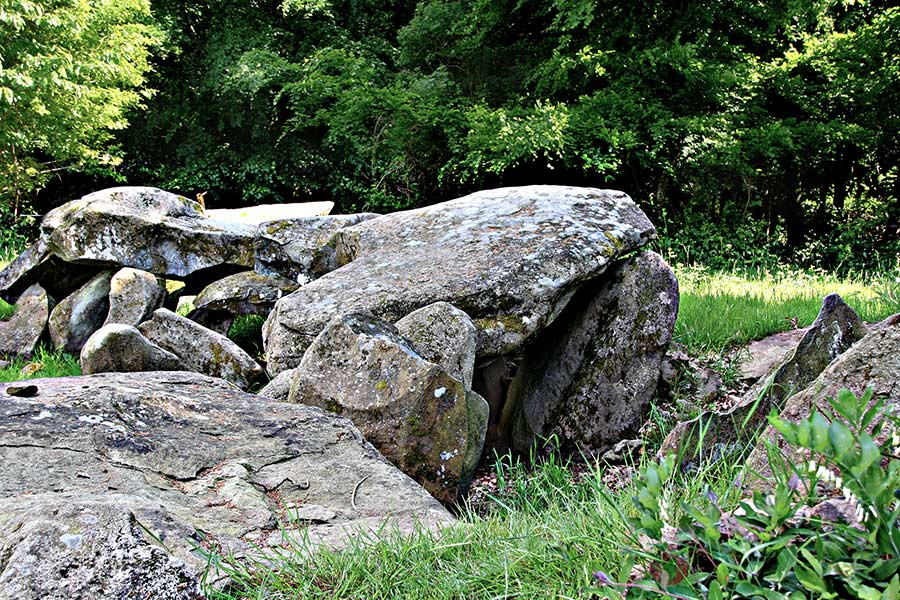
Allée couverte des Cartesières

Die Allée couverte des Cartesières (auch Allée couverte de Besnardière oder Allée Couverte de St Symphorien-des-Monts genannt) ist ein Galeriegrab im Weiler Buais-Les Monts bei Saint-Symphorien-des-Monts, im äußersten Süden des Département Manche in der Normandie in Frankreich.
Dieses T-förmige Galeriegrab aus dem Neolithikum (etwa 3500 v. Chr.) ist das einzige seiner Art, das in der Normandie erhalten blieb. Einige Platten wurden durch den Zusammenbruch von Bäumen gestört.
Der überdachte Gang steht heute im Park des Schlosses südlich von Saint Symphorien des Monts. Das Denkmal wurde 1870 erstmals erwähnt und 1977 als Monument historique eingestuft.
Die nächstgelegene Megalithanlage ist die etwa 13,0 km entfernte La Hutte-aux-Gabelous im Département Mayenne.